# De Avonturen van Lolly Lolbroek
De Avonturen van Lolly Lolbroek is een serie geproduceerd door Studio 100. De serie volgt de avonturen van Lolly Lolbroek, de dochter van uitvinder Lex Lolbroek. Samen met haar vrienden Marx en Kara beleeft ze spannende en grappige avonturen in het huis van haar vader, dat vol staat met zijn uitvindingen.

## Personages
- Lolly Lolbroek is de dochter van Lex Lolbroek, een uitvinder. Ze is avontuurlijk, nieuwsgierig en altijd in voor een nieuw experiment. Samen met haar vrienden beleeft ze de spannendste avonturen in het huis van haar vader, dat een echte speeltuin is geworden.
- Marx is een van Lolly's beste vrienden. Hij is slim en houdt van wetenschap en technologie. Marx helpt vaak bij de experimenten en uitvindingen van Lex en zorgt ervoor dat alles soepel verloopt.
- Kara is een andere goede vriendin van Lolly. Ze is dapper en houdt van avontuur. Kara is altijd bereid om Lolly en Marx te helpen bij hun experimenten en avonturen.
- Lex Lolbroek is de vader van Lolly en een briljante uitvinder. Hij is vaak van huis, waardoor Lolly en haar vrienden de vrijheid hebben om zijn uitvindingen uit te proberen. Lex is creatief en altijd bezig met nieuwe ideeën.
- Hubert is een van de volwassenen in de serie. Hij is vaak betrokken bij de avonturen van Lolly en haar vrienden en helpt hen wanneer ze in de problemen komen. Hubert is vriendelijk en behulpzaam.

## Rolverdeling
| Personage | Acteur/actrice  |
| --------- | --------------- |
| Lolly     | Amber Michiels  |
| Kara      | Eva Kolsteren   |
| Marx      | Wannes Lacroix  |
| Hubert    | Anton Cogen     |
| Lex       | Alain Rinckhout |

## Afleveringen

### Seizoen 1
| Nr. | Titel                 | Originele uitzenddatum |
| --- | --------------------- | ---------------------- |
| 1   | Groene vingers        | 3 oktober 2015         |
| 2   | Dat zit niet snor     | 4 oktober 2015         |
| 3   | Baby in huis          | 5 oktober 2015         |
| 4   | Verliefd              | 6 oktober 2015         |
| 5   | Het spookt            | 7 oktober 2015         |
| 6   | In zwart-wit          | 8 oktober 2015         |
| 7   | Verwisseld            | 9 oktober 2015         |
| 8   | Beestenboel           | 10 oktober 2015        |
| 9   | Gekrompen             | 11 oktober 2015        |
| 10  | Dubbelgangers         | 12 oktober 2015        |
| 11  | Op pauze              | 13 oktober 2015        |
| 12  | Een plakkerige zootje | 14 oktober 2015        |
| 13  | Showtime              | 15 oktober 2015        |

### Seizoen 2
| Nr. | Titel          | Originele uitzenddatum |
| --- | -------------- | ---------------------- |
| 1   | Tot u dienst   | 16 oktober 2016        |
| 2   | Opgezogen      | 17 oktober 2016        |
| 3   | Stemmetjes     | 18 oktober 2016        |
| 4   | Ballon         | 19 oktober 2016        |
| 5   | Teruggefloepst | 20 oktober 2016        |
| 6   | Magnetisch     | 21 oktober 2016        |
| 7   | In de maat     | 22 oktober 2016        |
| 8   | Fruithuid      | 23 oktober 2016        |
| 9   | Te sportief    | 24 oktober 2016        |
| 10  | Mijn gedacht   | 25 oktober 2016        |
| 11  | Verwenst       | 26 oktober 2016        |
| 12  | Gekwist        | 27 oktober 2016        |
| 13  | Superkrachten  | 28 oktober 2016        |

### Seizoen 3
| Nr. | Titel                           | Originele uitzenddatum |
| --- | ------------------------------- | ---------------------- |
| 1   | De versnelfloepser              | 29 oktober 2017        |
| 2   | Floeps...weg!                   | 30 oktober 2017        |
| 3   | Floeps...dat mag niet gebeuren! | 31 oktober 2017        |
| 4   | Floeps...Dolly!                 | 1 november 2017        |
| 5   | Hocus Pocus Floeps              | 5 november 2017        |
| 6   | De leugenfloepser               | 6 november 2017        |
| 7   | De bibberfloepser               | 7 november 2017        |
| 8   | De dingesfloepser               | 8 november 2017        |
| 9   | Le floeps artistique            | 9 november 2017        |
| 10  | De floepsziekte                 | 10 november 2017       |
| 11  | De floepsdouche                 | 11 november 2017       |
| 12  | De floepsballon                 | 12 november 2017       |
| 13  | Floeps...een robot!             | 13 november 2017       |